# روديجر سليج
روديجر سليج (بالألمانية: Rüdiger Selig)‏ (و. 1989  م) هو راكب دراجة هوائية ألماني، ولد في تسفينكاو، شارك في سباق طواف فرنسا 2017.

## سجل الفوز

### سباقات أو مراحل فاز بها
| التاريخ        | السباق                       | المركز                   |
| -------------- | ---------------------------- | ------------------------ |
| 01 يناير 2010  | Dookoła Mazowsza 2010        |                          |
| 01 يناير 2011  | بينشي-شيمي-بينشي 2011        | الفائز في التصنيف العام  |
| 01 يناير 2011  | Dookoła Mazowsza 2011        |                          |
| 22 مايو 2011   | ProRace Berlin 2011          | الرابع في التصنيف العام  |
| 10 فبراير 2012 | طواف قطر 2012                | الخامس في تصنيف أفضل شاب |
| 31 مارس 2012   | فولتا ليمبورغ الكلاسيكي 2012 | السادس في التصنيف العام  |
| 10 يونيو 2012  | ProRace Berlin 2012          | الثاني في التصنيف العام  |
| 30 مارس 2013   | فولتا ليمبورغ الكلاسيكي 2013 | الفائز في التصنيف العام  |
| 09 يونيو 2013  | ProRace Berlin 2013          | السابع في التصنيف العام  |
| 15 أكتوبر 2013 | طواف بكين 2013               | الثامن في تصنيف النقاط   |
| 15 فبراير 2015 | طواف ألميريا 2015            | العاشر في التصنيف العام  |

## روابط خارجية
- روديجر سليج على موقع الاتحاد الدولي للدراجات (الإنجليزية)
- روديجر سليج على موقع أرشيف الدراجات (الإنجليزية)
- روديجر سليج على موقع إحصائيات الدراجات الإحترافية (الإنجليزية)
- روديجر سليج على موقع نسبة الدراجات (الإنجليزية)
- روديجر سليج على موقع CycleBase (الإنجليزية)